# شورای نظارت بر صدا و سیما
شورای نظارت بر سازمان صدا و سیمای جمهوری اسلامی ایران نهادی برای نظارت بر سازمان صدا و سیما است که بر اساس اصل ۱۷۵ قانون اساسی جمهوری اسلامی ایران تشکیل شده‌است.
این شورا را نباید با «مرکز نظارت و ارزیابی سازمان صدا و سیما» که زیر نظر رئیس سازمان صداوسیما کار می‌کند، اشتباه گرفت.

## پیشینه
در ابتدا صدا و سیما زیر نظر شورایی به نام شورای سرپرستی صدا و سیما اداره می‌گردید. پیش از اصلاح قانون اساسی در اصل ۱۷۵ آمده بود که:
در رسانه‌‏های گروهی (رادیو و تلویزیون)، آزادی انتشارات و تبلیغات طبق موازین اسلامی باید تأمین شود. این رسانه‌‏ها زیر نظر مشترک قوای سه‌گانه قضاییه (شورای عالی قضایی)، مقننه و مجریه اداره خواهد شد. ترتیب آن را قانون معین می‌کند.
پس از اصلاحیه قانون اساسی در سال ۱۳۶۸ اصل ۱۷۵ به این صورت تغییر کرد و شورای سرپرستی منحل و شورای نظارت به جای آن تشکیل گردید:
در صدا و سیمای جمهوری اسلامی ایران، آزادی بیان و نشر افکار با رعایت موازین اسلامی و مصالح کشور باید تأمین گردد. نصب و عزل رییس سازمان صدا و سیمای جمهوری اسلامی ایران با مقام رهبری است و شورایی مرکب از نمایندگان رییس جمهور و رییس قوه قضاییه و مجلس شورای اسلامی (هر کدام دو نفر) نظارت بر این سازمان خواهند داشت. خط مشی و ترتیب اداره سازمان و نظارت بر آن را قانون معین می‌کند.

## اعضا

### فهرست اعضای شورای سرپرستی
|  | رئیس شورا |

| دوره      | قوه مجریه   | قوه مجریه    | قوه مقننه      | قوه مقننه    | قوه قضائیه     | قوه قضائیه    |
| دوره      | عضو اصلی    | عضو علی‌البدل | عضو اصلی       | عضو علی‌البدل | عضو اصلی       | عضو علی‌البدل  |
| --------- | ----------- | ------------ | -------------- | ------------ | -------------- | ------------- |
| ۱۳۶۱–۱۳۵۹ | غفاری       | حسین طارمی   | روحانی         | توکلی        | علی جنتی       | شیبانی        |
| ۱۳۶۱–۱۳۵۹ | مسعود شهیدی | حسین طارمی   | روحانی         | توکلی        | علی جنتی       | شیبانی        |
| ۱۳۶۲–۱۳۶۱ | آقازاده     | حسین طارمی   | روحانی         | زواره‌ای      | علی جنتی       | جواد لاریجانی |
| ۱۳۶۴–۱۳۶۲ | دعاگو       | زورق         | هاشمی رفسنجانی |              |                |               |
| ۱۳۶۴–۱۳۶۲ | دعاگو       | زورق         | هاشمی رفسنجانی | عزیزی        | ؟              | ؟             |
| ۱۳۶۶–۱۳۶۴ | دعاگو       | زورق         | بیات           | فدایی        | ؟              | ؟             |
| ۱۳۶۸–۱۳۶۶ | دعاگو       | زورق         | فردوسی‌پور      | فدایی        | سید محمد هاشمی | ؟             |
| ۱۳۷۰–۱۳۶۸ | ؟           | ؟            | ؟              | ؟            | علی لاریجانی   | موسویان       |

### فهرست اعضای شورای نظارت
این شورا از ۶ عضو (۲ نفر به انتخاب رئیس‌جمهور، ۲ نفر به انتخاب رئیس قوهٔ قضائیه و ۲ نفر به انتخاب مجلس شورای اسلامی) تشکیل می‌شود.
اعضای کنونی این شورا حمزه خلیلی و امیر قطبی از طرف قوهٔ قضائیه، سید عباس صالحی و الیاس حضرتی از طرف قوهٔ مجریه، و محمد میرزایی و بیژن نوباوه به انتخاب قوهٔ مقننه می‌باشند و ریاست آن نیز بر عهده حمزه خلیلی است.
|  | رئیس شورا |

| دوره       | قوه مجریه | قوه مجریه   | قوه مقننه    | قوه مقننه   | قوه قضائیه   | قوه قضائیه        |
| ---------- | --------- | ----------- | ------------ | ----------- | ------------ | ----------------- |
| ۱۳۷۳–۱۳۷۱  | میرمحمدی  | هراتی       | عمید زنجانی  | موسوی حسینی | علی لاریجانی | زم                |
| ۱۳۷۳–۱۳۷۱  | میرمحمدی  | هراتی       | عمید زنجانی  | موسوی حسینی | فرحی         | زم                |
| ۱۳۷۵–۱۳۷۳  | میرمحمدی  | هراتی       | صدر          | موسوی حسینی |              | زم                |
| ۱۳۷۷–۱۳۷۵  | میرمحمدی  | هراتی       | سید طه هاشمی | فاکر        | ؟            |                   |
| ۱۳۷۹–۱۳۷۷  | پورنجاتی  | امین‌زاده    | سید طه هاشمی | فاکر        | ضرغامی       | ؟                 |
| ۱۳۸۱–۱۳۷۹  | پورنجاتی  | امین‌زاده    | بورقانی      | علیخانی     | ایزدپناه     | بنی‌هاشمی          |
| ۱۳۸۳–۱۳۸۱  | شریعتی    | امین‌زاده    | اعلمی        | قوامی       | ایزدپناه     | هنردوست           |
| ۱۳۸۵–۱۳۸۳. | شریعتی    | امین‌زاده    | مظفر         | ربانی       | ایزدپناه     | هنردوست           |
| ۱۳۸۵–۱۳۸۳. | کلهر      | رحیم مشایی  | مظفر         | ربانی       | ایزدپناه     | کردان             |
| ۱۳۸۷–۱۳۸۵  | کلهر      | رحیم مشایی  | مظفر         | تمدن        | ایزدپناه     | کردان             |
| ۱۳۸۹–۱۳۸۷  | کلهر      | رحیم مشایی  | نوباوه       | مطهری       | ایزدپناه     | مظفر              |
| ۱۳۹۱–۱۳۸۹. | مظفر      | رحیم مشایی  | نوباوه       | شجاعی       |              | محمدجواد لاریجانی |
| ۱۳۹۱–۱۳۸۹. | مظفر      | جوانفکر     | نوباوه       | شجاعی       |              | محمدجواد لاریجانی |
| ۱۳۹۳–۱۳۹۱. | بقایی     | الهام       | نوباوه       | شجاعی       | رئیسی        | محمدجواد لاریجانی |
| ۱۳۹۳–۱۳۹۱. | آشنا      | رحمانی فضلی | نوباوه       | شجاعی       | رئیسی        | محمدجواد لاریجانی |
| ۱۳۹۵–۱۳۹۳  | آشنا      | رحمانی فضلی | کیائی‌نژاد    | شجاعی       | رئیسی        | محمدجواد لاریجانی |
| ۱۳۹۷–۱۳۹۵  | آشنا      | رحمانی فضلی | قاضی‌زاده     | کاتب        | محسنی اژه‌ای  | محمدجواد لاریجانی |
| ۱۳۹۷–۱۳۹۵  | آشنا      | جنتی        | قاضی‌زاده     | کاتب        | محسنی اژه‌ای  | محمدجواد لاریجانی |
| ۱۳۹۹–۱۳۹۷  | آشنا      |             | قاضی‌زاده     | کاتب        | محسنی اژه‌ای  | محمدجواد لاریجانی |
| ۱۴۰۱–۱۳۹۹. | آشنا      | معزی        | قاضی‌زاده     | نوباوه      | محسنی اژه‌ای  | محمدجواد لاریجانی |
| ۱۴۰۱–۱۳۹۹. | اسماعیلی  | صفار هرندی  | قاضی‌زاده     | نوباوه      | مصدق         | محمدجواد لاریجانی |
| ۱۴۰۳–۱۴۰۱  | اسماعیلی  | صفار هرندی  | قاضی‌زاده     | نوباوه      | مصدق         | محمدجواد لاریجانی |
| ۱۴۰۵–۱۴۰۳  | صالحی     | حضرتی       | میرزایی      | نوباوه      | خلیلی        | قطبی              |